# Matterhorn (Antwerpen)
Matterhorn is een cultureel bedrijvencentrum en sociale theaterwerkplaats in Borgerhout (Antwerpen) en de thuishaven van de theatergezelschappen Laika, Muziektheater Transparant en De Roovers.

## Geschiedenis
Matterhorn huis in een pand dat een voormalige opslagplaats en kringloopwinkel was in Borgerhout. In samenwerking met leerlingen van het beroeps- en technisch onderwijs werd het pand verbouwd. Op 11 mei 2012 werd de eerste steen voor het nieuwe gedeelte van het pand gelegd in bijzijn van Vlaams minister van Leefmilieu, Natuur en Cultuur Joke Schauvliege, schepen voor Cultuur en Toerisme, Stad Antwerpen Philip Heylen en de voorzitter van het districtscollege Borgerhout Wouter Van Besien.
Matterhorn bevindt zich in de Albrecht Rodenbachstraat in Borgerhout. Borgerhout is een district van Antwerpen waar veel mensen met een migratieachtergrond wonen. Om die reden werd de organisatie vzw Kopspel, een organisatie die werkt met laaggeschoolden en mensen met een migratieachtergrond, betrokken bij het project. Het doel van Matterhorn was een actieve samenwerking met de buurt aan te gaan.
Matterhorn werd geopend op 1 november 2014. De drie structureel gesubsidieerde theatergezelschappen van Antwerpen (Laika, Muziektheater Transparant en De Roovers) beschikken er over kantoren en repetitieruimtes, evenals de sociaal-artistieke organisatie kunstZ.
In 2016 organiseerde Matterhorn de eerste editie van het festival ‘Borgerhuis’.